# Vella flaccida
Vella flaccida är en insektsart som beskrevs av Navás 1917. Vella flaccida ingår i släktet Vella och familjen myrlejonsländor. Inga underarter finns listade i Catalogue of Life.